# Claire McDowell
Claire McDowell (Nova York, 2 de novembre de 1877– Hollywood, 23 d'octubre de 1966) va ser una actriu estatunidenca de cinema mut.

## Biografia

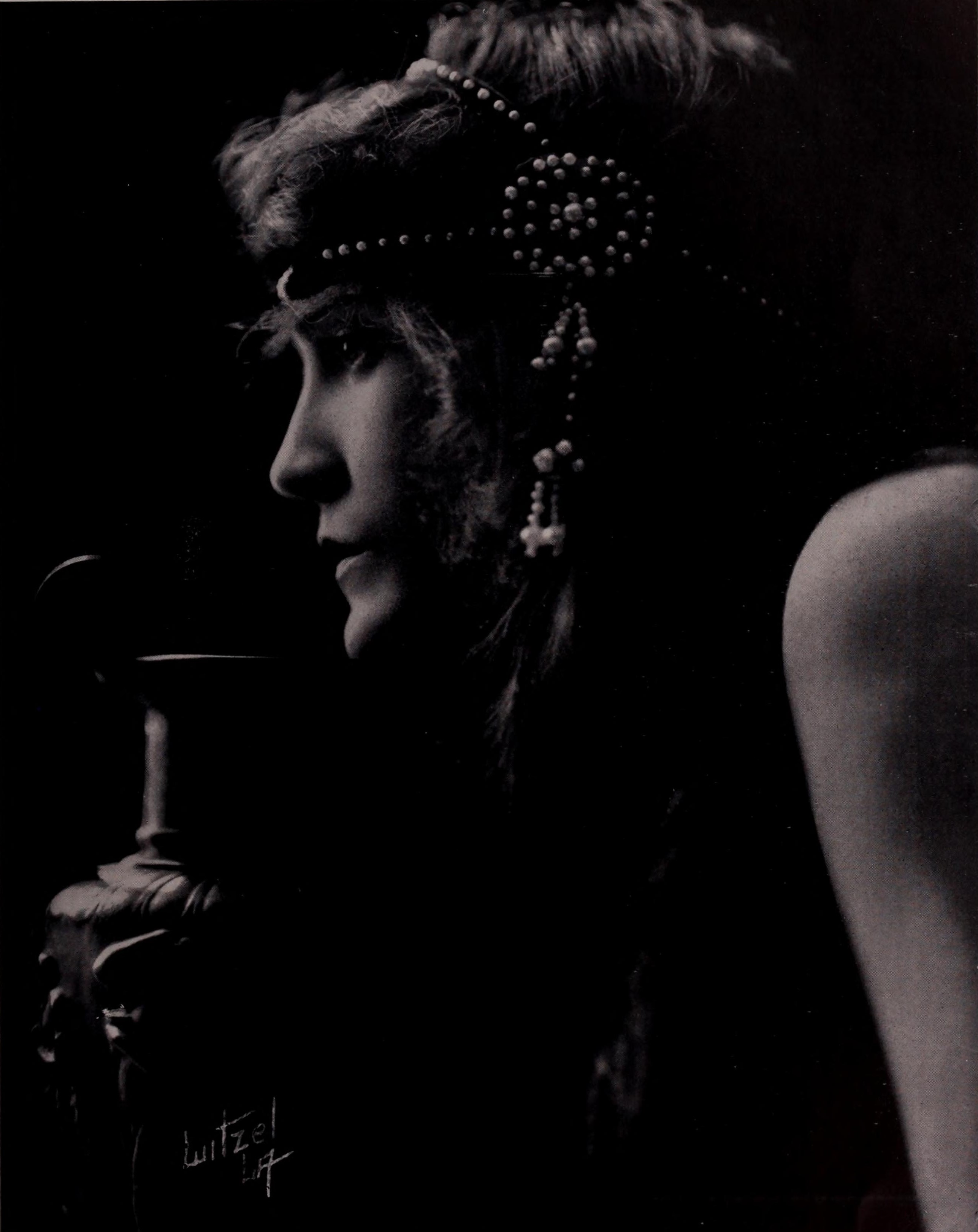
Retrat de l'actriu el 1916

Va néixer a Nova York filla d'una família d'artistes. El seu pare era Eugene A. McDowell, actor i director teatral i la seva mare, Fanny Reeves, una popular actriu a finals del segle xix. Es va educar al Sacred Heart Convent on es va especialitzar en dibuix i interpretació També va ingressar a la Metropolitan School of Art de Nova York abans de formar part durant quatre anys de la companyia de teatre de Charles Frohman. Entre altres obres, va participar en la producció “Sky Farm” el 1903. El 1906 es va casar amb l'actor Charles Hill Mailes i es va retirar per tenir els seus dos fills, Robert i Eugene. Claire va retornar als escenaris amb èxit com a protagonista principal de “The Clansman” que més tard D. W. Griffith portaria al cinema amb el nom d'El naixement d'una nació. El 1910 va ser contractada per la Biograph de Griffith sota les ordres del qual va participar en multitud de curtmetratges. Més tard, passaria a ser dirigida per Anthony O'Sullivan dins de la mateixa companyia. A principis de 1915, juntament amb el seu marit, van canviar de companyia i ella va ser contractada per tal de donar la rèplica a King Baggot a la IMP però poc després tornà a la Biograph. El juliol de 1916, quan la Biograph va cessar la seva producció, va abandonar la companyia per signar per a la Universal. L'any següent va canviar per la Triangle on s'hi va estar fins a finals del 1918. Cap al 1920 havia aparegut en a la vora de 200 entre pel·lícules d'una o dues bobines i llargmetratges. Entre el 1920 i el 1929 va continuar apareguent en unes 6-8 pel·lícules per any. Es va especialitzar sobretot en papers de mare. Entre les seves pel·lícules més recordades hi ha Ben-Hur, The Mark of Zorro (1920) i La gran desfilada. Amb l'arribada del sonor va realitzar sobretot només papers menors sense aparèixer moltes vegades en els crèdits de la pel·lícula. Va morir a Hollywood el 23 d'octubre de 1966.

## Filmografia

### Biograph
- The Devil (1908)
- The Planter's Wife (1908)
- The Call of the Wild (1908)
- His Last Burglary (1910)
- Love Among the Roses (1910)
- A Flash of Light (1910)
- The Usurer (1910)
- Wilful Peggy (1910)
- Muggsy Becomes a Hero (1910)
- A Summer Idyll (1910)
- A Mohawk's Way (1910)
- The Oath and the Man (1910)
- Rose O'Salem Town (1910)
- The Iconoclast (1910)
- How Hubby Got a Raise (1910)
- A Lucky Toothache (1910)
- The Message of the Violin (1910)
- Two Little Waifs (1910)
- Waiter No. 5 (1910)
- The Fugitive (1910)
- Simple Charity (1910)
- His New Lid (1910)
- A Child's Stratagem (1910)
- Happy Jack, a Hero (1910)
- The Golden Supper (1910)
- His Sister-In-Law (1910)
- The Recreation of an Heiress (1910)
- The Italian Barber (1911)
- His Trust (1911)
- His Trust Fulfilled (1911)
- Fate's Turning (1911)
- Three Sisters (1911)
- What Shall We Do with Our Old? (1911)
- Fisher Folks (1911)
- A Decree of Destiny (1911)
- Conscience (1911)
- Cured (1911)
- The Spanish Gypsy (1911)
- The Broken Cross (1911)
- The Chief's Daughter (1911)
- Misplaced Jealousy (1911)
- In the Days of '49 (1911)
- The Manicure Lady (1911)
- The Crooked Road (1911)
- A Romany Tragedy (1911)
- The Primal Call (1911)
- A Country Cupid (1911)
- The Ruling Passion (1911)
- The Sorrowful Example (1911)
- Swords and Hearts (1911)
- The Squaw's Love (1911)
- The Making of a Man (1911)
- The Unveiling (1911)
- The Adventures of Billy (1911)
- The Long Road (1911)
- A Woman Scorned (1911)
- The Failure (1911)
- As in a Looking Glass (1911)
- The Baby and the Stork (1912)
- A Blot on the 'Scutcheon (1912)
- Billy's Stratagem (1912)
- Under Burning Skies (1912)
- The Sunbeam (1912)
- A String of Pearls (1912)
- Iola's Promise (1912)
- The Female of the Species (1912)
- The Leading Man (1912)
- The Fickle Spaniard (1912)
- The New York Hat (1912)
- The God Within (1912)
- The Telephone Girl and the Lady (1913)
- A Misappropriated Turkey (1913)
- A Father's Lesson (1913)
- Drink's Lure (1913)
- The Wrong Bottle (1913)
- The Unwelcome Guest (1913)
- A Welcome Intruder (1913)
- The Stolen Bride  (1913)
- The Wanderer (1913)
- The Stolen Loaf (1913)
- The House of Darkness (1913)
- The Ranchero's Revenge (1913)
- The Enemy's Baby (1913)
- The Tenderfoot's Money (1913)
- Olaf-An Atom (1913)
- The Well (1913)
- The Switch Tower (1913)
- A Gamble with Death (1913)
- A Gambler's Honor (1913)
- The Mirror (1913)
- The Vengeance of Galora (1913)
- Under the Shadow of the Law (1913)
- I Was Meant for You (1913)
- The Work Habit (1913)
- The Crook and the Girl (1913)
- The Strong Man's Burden (1913)
- The Stolen Treaty (1913)
- The Law and His Son (1913)
- A Tender-Hearted Crook (1913)
- The Van Nostrand Tiara (1913)
- The Stopped Clock (1913)
- Diversion (1913)
- The Detective's Stratagem (1913)
- All for Science (1913)
- The House of Discord (1913)
- Beyond All Law (1913)
- For Her Government (1913)
- The Abandoned Well (1913)
- Concentration (1914)
- Waifs (1914)
- The Fatal Wedding (1914)
- His Fireman's Conscience (1914)
- A Nest Unfeathered (1914)
- Her Father's Silent Partner (1914)
- For Auld Lang Syne (1914)
- Her Hand (1914)
- The Scar (1914)
- Her Mother's Weakness (1914)
- The Ragamuffin (1914)
- The Cracksman's Gratitude (1914)
- Men and Women (1914)
- The New Reporter (1914)
- The Peddler's Bag (1914)
- The Indian (1914)
- The Gold Thief (1914)
- The Guiding Fate (1914)
- Their Soldier Boy (1914)
- The Tides of Sorrow (1914)
- The Dole of Destiny (1914)
- The Child Thou Gavest Me (1914)
- His Old Pal's Sacrifice (1914)
- Just a Kid (1914)
- The Bond Sinister (1914)
- From the Shadow (1915)
- The Inevitable Retribution (1915)
- The Dancer's Ruse (1915)
- The Borrowed Necklace (1915)
- The Box of Chocolates (1915)
- The Sheriff's Dilemma (1915)
- The Miser's Legacy (1915)
- The Gambler's I.O.U. (1915)
- A Day's Adventure (1915)
- The Canceled Mortgage (1915)
- Truth Stranger Than Fiction (1915)
- Her Dormant Love (1915)
- The Way Out (1915)
- Her Convert (1915)
- Old Offenders (1915)
- As It Happened (1915)
- His Singular Lesson (1915)
- Mrs. Randolph's New Secretary (1915)
- Ashes of Inspiration (1915)
- The Stranger in the Valle (1915)
- A Lasting Lesson (1915)
- Behind the Mask (1915)
- Her Renunciation (1915)
- The Inevitable (1915)
- Bad Money (1915)
- The Passing Storm (1915)
- Eyes of the Soul (1915)
- Love's Enduring Flame (1915)
- Cupid Entangled (1915)
- The Chain of Evidence (1916)
- His White Lie (1916)
- What Happened to Peggy (1916)
- A Grip of Gold (1916)
- Paths That Crossed (1916)
- Celeste (1916)
- Merry Mary (1916)

### Universal
- The Lady from the Sea (1916)
- The Caravan (1916)
- Husks of Love (1916)
- Somewhere on the Battle Field (1916)
- Sea Mates (1916)
- A Stranger from Somewhere (1916)
- Mixed Blood (1916)
- The Right to Be Happy (1916)
- The White Raven (1917)
- Avarice (1917)
- The Rented Man
- The Gates of Doom  (1917)
- The Bronze Bride (1917)
- The Pace That Kills
- Doomed (1917)
- The Black Mantilla (1917)
- The Clean-Up” (1917)
- The Empty Gun” (1917)
- A Dream of Egypt” (1917)
- A Romany Rose (1917)
- The Storm Woman” (1917)

### Triangle
- Fighting Back” (1917)
- The Ship of Doom” (1917)
- The Man Above the Law” (1918)
- Captain of His Soul (1918)
- You Can't Believe Everythingh (1918)
- Closin' In (1918)
- The Follies Girl (1919)
- Prudence on Broadway (1919)

### Free Lance en el cinema mut
- Isn't It Warm? (1918)
- The Return of Mary (1918)
- Rosalind at Redgate (1919)
- Chasing Rainbows (1919)
- Heart o’ the Hills (1919)
- The Feud (1919)
- The Woman in the Suitcase (1920)
- The Gift Supreme (1920)
- The Devil's Riddle (1920)
- Blind Youth (1920)
- Through Eyes of Men (1920)
- The Jack-Knife Man (1920)
- Something to Think About (1920)
- The Mark of Zorro (1920)
- Midsummer Madness (1920)
- Prisoners of Love (1921)
- Chickens (1921)
- What Every Woman Knows (1921)
- Mother o’ Mine (1921)
- Wealth (1921)
- Love Never Dies (1921)
- Rent Free (1922)
- The Gray Dawn (1922)
- Penrod  (1922)
- The Ragged Heiress (1922)
- The Lying Truth (1922)
- In the Name of the Law  (1922)
- Nice People (1922)
- Heart's Haven (1922)
- Quincy Adams Sawyer (1922)
- The West-Bound Limited (1923)
- Michael O’Halloran (1923)
- Human Wreckage (1923)
- Circus Days (1923)
- Ashes of Vengeance (1923)
- Ponjola (1923)
- Enemies of Children (1923)
- Black Oxen (1924)
- Judgement of the Storm (1924)
- Leave it to Gerry (1924)
- Thy Name is Woman (1924)
- Secrets (1924)
- A Fight for Honor (1924)
- Those Who Dare (1924)
- The Reckless Sex (1925)
- Waking up the Town  (1925)
- Dollar Down (1925)
- The Tower of Lies (1925)
- One of the Bravest (1925)
- La gran desfilada (1925)
- The Midnight Flyer (1925)
- Ben-Hur (1925)
- The Devil's Circus (1926)
- The Dixie Merchant (1926)
- The Show-Off  (1926)
- The Unknown Soldier (1926)
- The Flaming Forest (1926)
- A Little Journey (1927)
- The Auctioneer (1927)
- Cheaters (1927)
- The Taxi Dancer (1927)
- The Black Diamond Express (1927)
- Tillie the Toiler (1927)
- Winds of the Pampas (1927)
- The Shield of Honor (1927)
- Almost Human (1927)
- The Tragedy of Youth (1928)
- Don't Marry (1928)
- The Viking (1928)
- When Dreams Come True (1929)
- Silks and Saddles (1929)
- The Quitter (1929)
- Brothers (1930)

### Cinema sonor
- 4 Devils (1928)
- Marriage by Contract' (1928)
- The Flying Fleet (1929)
- Whispering Winds (1929)
- Redemption (1930)
- The Second Floor Mystery (1930)
- Young Desire (1930)
- The Big House (1930)
- Wild Company (1930)
- Mothers Cry (1930)
- The Big House (1930)
- An American Tragedy (1931)
- Manhattan Parade (1932)
- Under Eighteen (1931)
- Union Depot (1932)
- The Famous Ferguson Case (1932)
- The Strange Love of Molly Louvain (1932)
- Rebecca of Sunnybrook Farm (1932)
- Cornered (1932)
- A Successful Calamity (1932)
- The Phantom Express (1932)
- Lawyer Man (1932)
- Central Airport (1933)
- The Working Man (1933)
- By Appointment Only (1933)
- Paddy the Next Best Thing (1933)
- Wild Boys of the Road (1933)
- Bedside (1934)
- It Happened One Night (1934)
- Journal of a Crime (1934)
- Dr. Monica (1934)
- British Agent (1934)
- Two Heads on a Pillow (1934)
- Murder by Television (1935)
- August Week End (1936)
- Two-Fisted Sheriff (1937)
- Boys Town (1938)
- Idiot's Delight (1939)
- Keeper of the Flame (1942)
- The Human Comedy (1943)
- Presenting Lily Mars (1943)
- Teen Age (1943)
- Men on Her Mind (1944)
- Are This Our Parents? (1944)
- Adventure (1945)